# サン・セルヴォーロ島

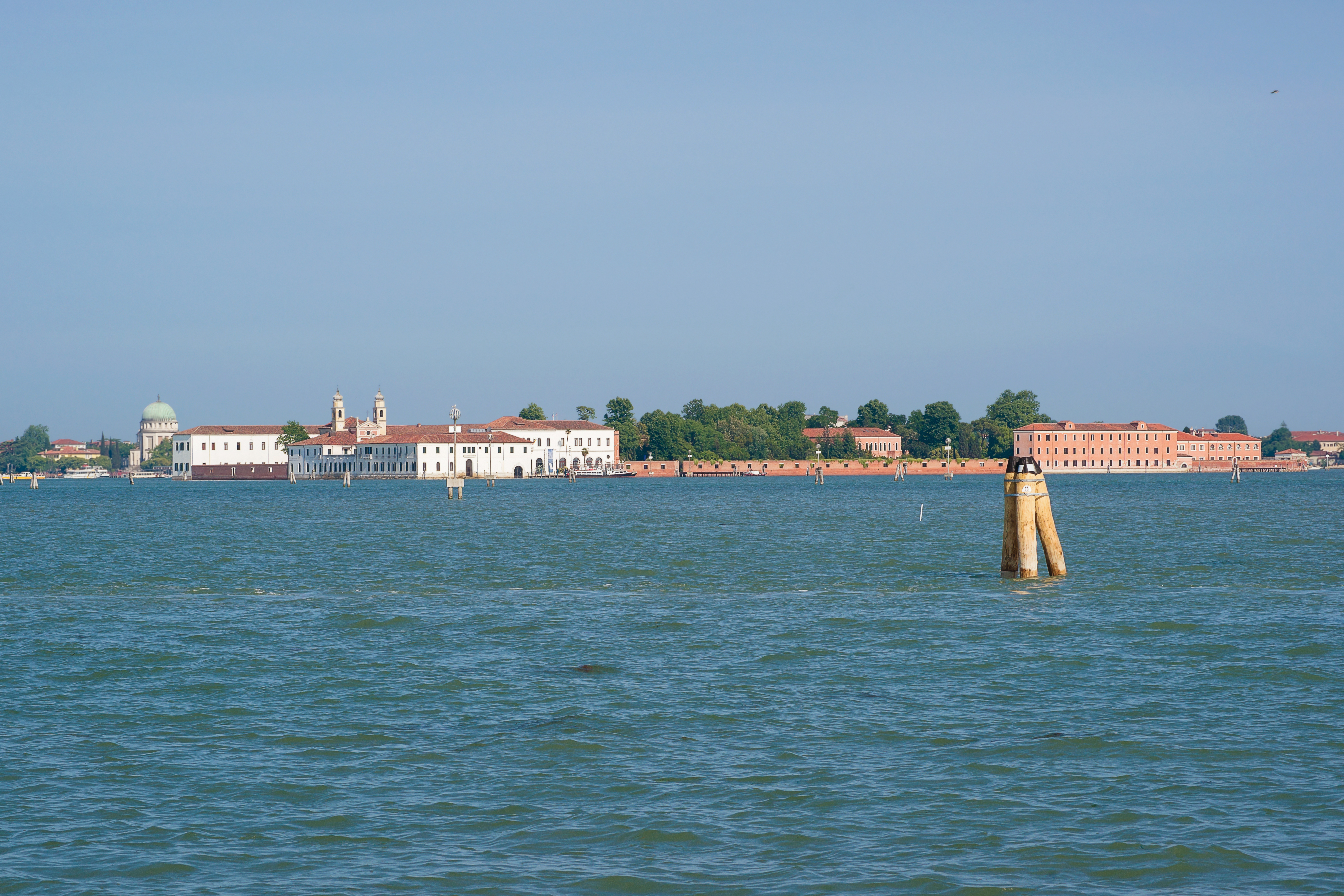
ジュデッカ島からの風景

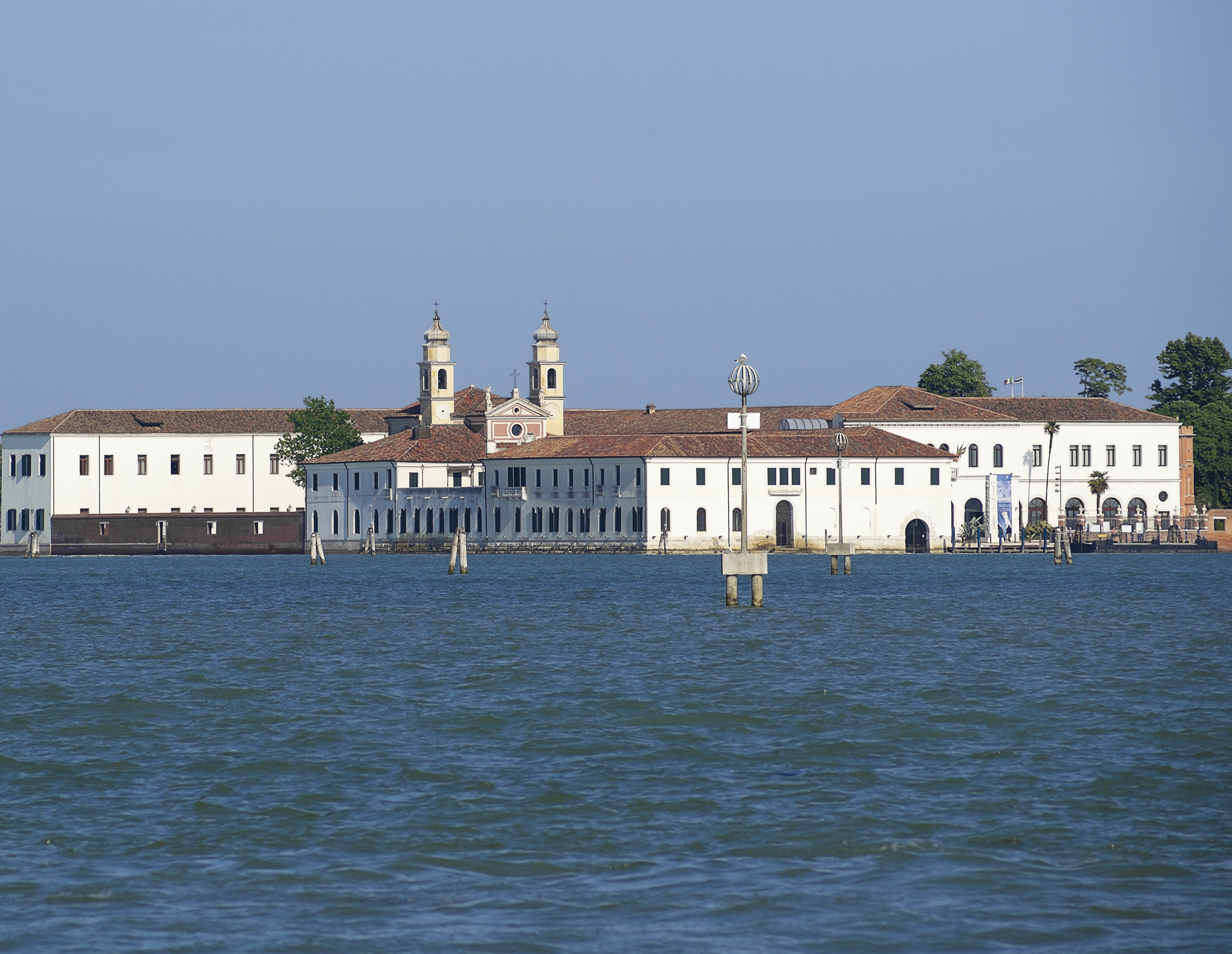

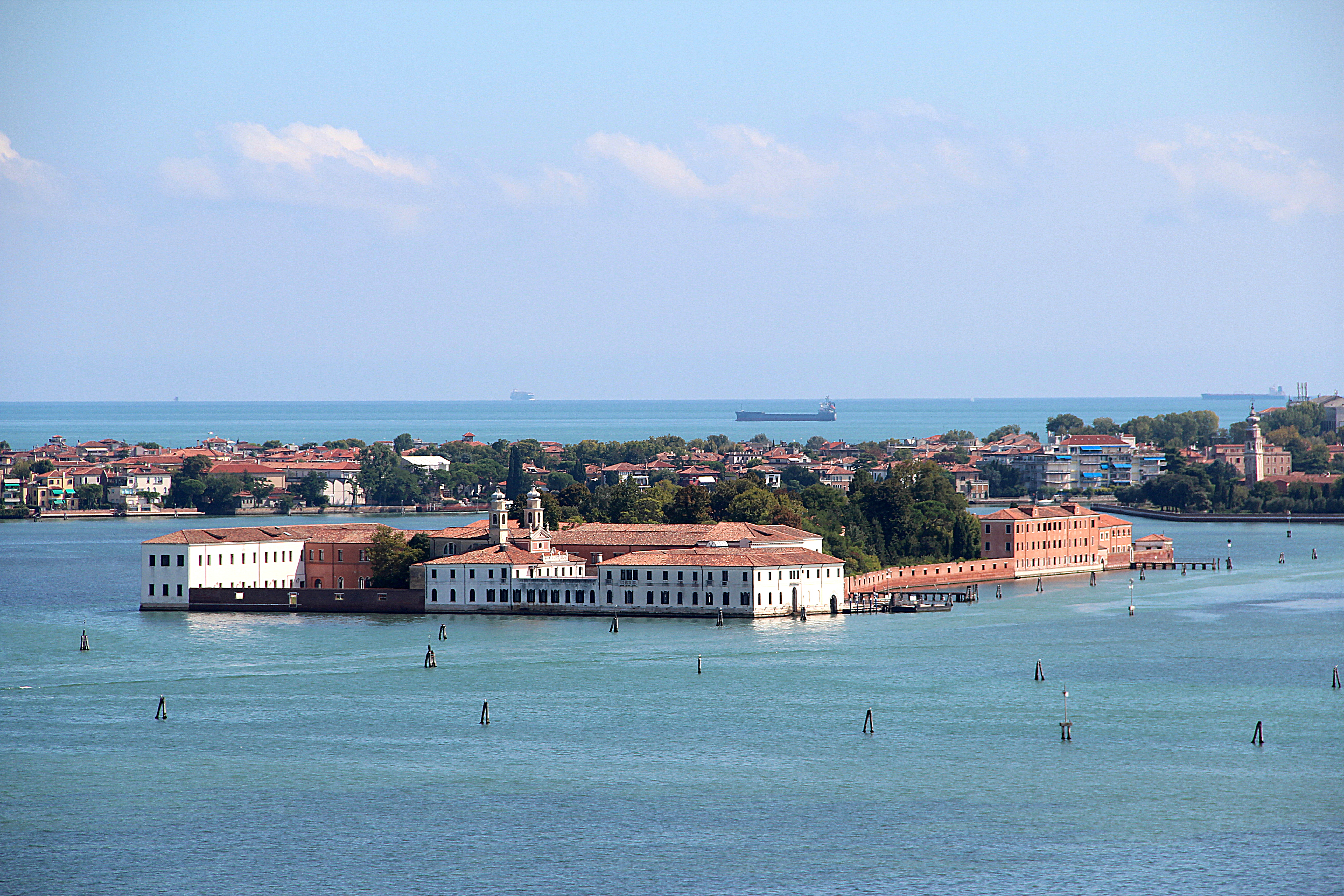
サンジョルジョマッジョーレ大聖堂の鐘楼から見たサンセルボロ島

サン・セルヴォーロ島（San Servolo）は、イタリア・ヴェネツィア潟に位置する島。

## 歴史
- 西暦8 - 12世紀、ベネディクト派（Benedictine）修道僧が居住
- 15世紀初頭、トルコによるクレタ島侵攻の避難民として尼僧が移住
- 18世紀初頭、ヴェネツィア共和国は、サン・セルヴォーロ島に軍病院を設置
- 1978年、イタリア政府は精神病院閉鎖
- 1979年、 "Istituto per le Ricerche e gli Studi sull´Emarginazione Sociale e Culturale" (社会文化的周縁化研究所）設置
- 1995年、ヴェネチア国際大学（Venice International University）設置